# Serbia Open 2021
Il Serbia Open 2021 (anche noto come Serbia Open 2021 powered by Telekom Srbija per ragioni di sponsorizzazione) è stato un torneo di tennis giocato su campi in terra rossa. È stata la 5ª edizione dell'evento, facente parte dell'ATP Tour 250 nell'ambito dell'ATP Tour 2021, mentre per il femminile è stata la prima edizione dell'evento facente parte del WTA Tour 250 nell'ambito del WTA Tour 2021. Si è giocato presso il complesso Novak Tennis Center a Belgrado, in Serbia, dal 19 al 25 aprile per il maschile, e per il femminile dal 17 al 23 maggio.
Tra il 22 e il 29 maggio si tiene sugli stessi campi il Belgrade Open 2021, torneo maschile dell'ATP Tour 250.

## Partecipanti al singolare ATP
| Nazione   | Giocatore         | Ranking | Testa di serie* |
| --------- | ----------------- | ------- | --------------- |
| Serbia    | Novak Đoković     | 1       | 1               |
| Italia    | Matteo Berrettini | 10      | 2               |
| Russia    | Aslan Karacev     | 29      | 3               |
| Serbia    | Dušan Lajović     | 31      | 4               |
| Serbia    | Filip Krajinović  | 37      | 5               |
| Ungheria  | Márton Fucsovics  | 40      | 6               |
| Australia | John Millman      | 44      | 7               |
| Serbia    | Miomir Kecmanović | 47      | 8               |
| Serbia    | Laslo Đere        | 49      | 9               |

* Ranking al 12 aprile 2021.

### Altri partecipanti
I seguenti giocatori hanno ottenuto una wild card per il tabellone principale:
- Nikola Milojević
- Danilo Petrović
- Victor Troicki

I seguenti giocatori sono passati dalle qualificazioni:

- Gianluca Mager
- Facundo Bagnis
- Francisco Cerúndolo
- Arthur Rinderknech

### Ritiri
Prima del torneo
- Borna Ćorić → sostituito da  Federico Delbonis
- Gaël Monfils → sostituito da  Federico Coria
- Yoshihito Nishioka → sostituito da  Kwon Soon-woo
- Jiří Veselý → sostituito da  Salvatore Caruso
- Stan Wawrinka → sostituito da  Jahor Herasimaŭ

## Partecipanti al doppio ATP

### Teste di serie
| Nazione     | Giocatore         | Nazione  | Giocatore         | Ranking* | Testa di serie |
| ----------- | ----------------- | -------- | ----------------- | -------- | -------------- |
| Croazia     | Nikola Mektić     | Croazia  | Mate Pavić        | 5        | 1              |
| Stati Uniti | Austin Krajicek   | Austria  | Oliver Marach     | 71       | 2              |
| Sudafrica   | Raven Klaasen     | Giappone | Ben McLachlan     | 71       | 3              |
| Brasile     | Marcelo Demoliner | Messico  | Santiago González | 93       | 4              |

* Ranking al 12 aprile 2021.

### Altri partecipanti
Le seguenti coppie hanno ricevuto una wildcard per il tabellone principale:
- Miomir Kecmanović /  Dušan Lajović
- Ivan Sabanov /  Matej Sabanov

### Ritiri
Prima del torneo
- Hugo Nys /  Tim Pütz →  Aisam-ul-Haq Qureshi /  Andrea Vavassori

## Partecipanti al singolare WTA
| Nazione    | Giocatrice               | Ranking | Testa di serie* |
| ---------- | ------------------------ | ------- | --------------- |
| Russia     | Anastasija Pavljučenkova | 30      | 1               |
| Kazakistan | Julija Putinceva         | 34      | 2               |
| Cina       | Zhang Shuai              | 41      | 3               |
| Spagna     | Paula Badosa             | 42      | 4               |
| Argentina  | Nadia Podoroska          | 44      | 5               |
| Francia    | Kristina Mladenovic      | 53      | 6               |
| Svezia     | Rebecca Peterson         | 61      | 7               |
| Montenegro | Danka Kovinić            | 62      | 8               |

* Ranking al 10 maggio 2021.

### Altri partecipanti
Le seguenti giocatrici hanno ottenuto una wild card per il tabellone principale:
- Olga Danilović
- Ivana Jorović
- Lola Radivojević

Le seguenti giocatrici sono entrate in tabellone come ranking protetto:
- Mihaela Buzărnescu
- Andrea Petković

Le seguenti giocatrici sono passati dalle qualificazioni:

- Cristina Bucșa
- Réka Luca Jani
- Ana Konjuh
- Kamilla Rachimova
- María Camila Osorio Serrano
- Wang Xiyu

Le seguenti giocatrici sono entrate in tabellone come lucky loser:
- Viktorija Tomova

### Ritiri
Prima del torneo
- Kiki Bertens → sostituita da  Aljaksandra Sasnovič
- Sorana Cîrstea → sostituita da  Kaja Juvan
- Fiona Ferro → sostituita da  Anna Kalinskaja
- Svetlana Kuznecova → sostituita da  Kristýna Plíšková
- Magda Linette → sostituita da  Ajla Tomljanović
- Anastasija Pavljučenkova → sostituita da  Viktorija Tomova
- Elena Rybakina → sostituita da  Polona Hercog
- Anastasija Sevastova → sostituita da  Tereza Martincová
- Laura Siegemund → sostituita da  Tímea Babos
- Donna Vekić → sostituita da  Andrea Petković
- Zheng Saisai → sostituita da  Nina Stojanović

## Partecipanti al doppio WTA
| Nazione  | Giocatrice        | Nazione  | Giocatrice      | Ranking* | Testa di serie |
| -------- | ----------------- | -------- | --------------- | -------- | -------------- |
| Giappone | Shūko Aoyama      | Giappone | Ena Shibahara   | 26       | 1              |
| Ungheria | Tímea Babos       | Russia   | Vera Zvonarëva  | 45       | 2              |
| Cina     | Xu Yifan          | Cina     | Zhang Shuai     | 47       | 3              |
| Serbia   | Aleksandra Krunić | Serbia   | Nina Stojanović | 115      | 4              |

* Ranking al 10 maggio 2021.

### Altri partecipanti
Le seguenti coppie hanno ricevuto una wildcard per il tabellone principale:
- Ivana Jorović /  Lola Radivojević
- Elena Milovanović /  Dejana Radanović

Le seguenti coppie di giocatrici sono entrate in tabellone come ranking protetto:
- Natela Dzalamidze /  Irina Chromačëva

### Ritiri
Prima del torneo
- Aliona Bolsova /  Ankita Raina → sostituite da  Mihaela Buzărnescu /  Ankita Raina
- Irina Chromačëva /  Danka Kovinić → sostituite da  Natela Dzalamidze /  Irina Chromačëva
- Elena Milovanović /  Dejana Radanović → sostituite da  María Camila Osorio Serrano /  Emily Webley-Smith
- Anastasija Potapova /  Vera Zvonarëva → sostituite da  Tímea Babos /  Vera Zvonarëva

## Punti e montepremi

### Punti
| Evento              | V   | F   | SF | QF | 2T   | 1T | Q    | Q2   | Q1   |
| Singolare maschile  | 250 | 150 | 90 | 45 | 20   | 0  | 12   | 6    | 0    |
| Doppio maschile     | 250 | 150 | 90 | 45 | N.D. | 0  | N.D. | N.D. | N.D. |
| Singolare femminile | 250 | 150 | 90 | 45 |      |    |      |      |      |
| Doppio femminile    | 250 | 150 | 90 | 45 | N.D. |    |      |      |      |

### Montepremi
| Evento              | V        | F       | SF      | QF      | 2T      | 1T     | Q2     | Q1     |
| Singolare maschile  | 100225 $ | 58885 $ | 34710 $ | 19840 $ | 11480 $ | 6710 $ | 3280 $ | 1705 $ |
| Singolare femminile |          |         |         |         |         |        |        |        |
| Doppio maschile     | 34510 $  | 18590 $ | 10560 $ | 6030 $  | N.D.    | 3550 $ | N.D.   | N.D.   |
| Doppio femminile    |          |         |         |         |         |        |        |        |

## Campioni

### Singolare maschile
Matteo Berrettini ha sconfitto in finale  Aslan Karacev con il punteggio di 6-1, 3-6, 7-6(0).
- È il quarto titolo in carriera per Berrettini, il primo della stagione.

### Singolare femminile
Paula Badosa Gibert ha sconfitto in finale  Ana Konjuh con il punteggio di 6-2, 2-0 rit.
- È il primo titolo in carriera per la Badosa.

### Doppio maschile
Ivan Sabanov /  Matej Sabanov hanno sconfitto in finale  Ariel Behar /  Gonzalo Escobar con il punteggio di 6-3, 7-6(5).

### Doppio femminile
ì Aleksandra Krunić /  Nina Stojanović hanno sconfitto in finale  Greet Minnen /  Alison Van Uytvanck con il punteggio di 6-0, 6-2.